# Liste des cardinaux créés par Sixte IV
Le pape Sixte IV a créé 34 cardinaux dans 8 consistoires, dont ses cinq neveux.

## 16 décembre1471
- Pietro Riario, O.F.M.Conv., évêque de Trévise
- Giuliano della Rovere, neveu du pape, évêque de Carpentras, futur pape Jules II

## 7  mai1473
- Philippe de Levis, évêque d' Arles
- Stefano Nardini, archevêque de  Milan
- Ausias Despuig, archevêque de  Monreale
- Pedro González de Mendoza, évêque de  Sigüenza
- Giacopo Antonio Venier, évêque de Cuenca
- Giovanni Battista Cibo, évêque de Molfetta, futur pape Innocent VIII
- Giovanni Arcimboldo, évêque de Novara
- Philibert Hugonet, évêque de Mâcon

## 18 décembre1476
- Jorge da Costa, archevêque de  Lisbonne
- Charles II de Bourbon, archevêque de  Lyon
- Pedro Ferris, évêque de Tarazona
- Giovanni Battista Mellini, évêque d'Urbino
- Pierre de Foix, le jeune, évêque de Vannes et Aire

## 10 décembre1477
- Cristoforo della Rovere, neveu du pape, archevêque de Tarentaise
- Girolamo Basso della Rovere, neveu du pape, évêque de  Recanati
- Georg Hesler, protonotaire apostolique, conseiller de l'empereur Frédéric III
- Gabriele Rangone, O.F.M.Obs., évêque d'Eger
- Pietro Foscari, primicerius de la cathédrale de  S. Marco à Venise
- Giovanni d'Aragona, protonotaire apostolique, fils du roi Ferdinando I de Naples
- Raffaele Sansoni Riario, neveu du pape, cardinal à 16 ans[1], protonotaire apostolique

## 10 février1478
- Domenico della Rovere, neveu du pape, sous-diacre apostolique

## 15 mai1480
- Paolo Fregoso, archevêque de  Gênes
- Cosma Orsini, O.S.B., archevêque de Trani
- Ferry de Clugny, évêque de Tournai
- Giovanni Battista Savelli, protonotaire apostolique
- Giovanni Colonna, protonotaire apostolique

## 15 novembre1483
- Giovanni Conti, archevêque de  Conza
- Hélie de Bourdeilles, O.F.M.Obs., archevêque de  Tours
- Juan Margarit i Pau, évêque de Gérone
- Giovanni Giacomo Schiaffinati, évêque de Parme
- Giovanni Battista Orsini, protonotaire apostolique

## 17 mars1484
- Ascanio Maria Sforza, évêque de Pavie